# Джонсон Кори, Уильям
Уильям Джонсон Кори (англ. William Johnson Cory, Уильям Джонсон (по рождению; позднее добавивший к своему имени фамилию своей матери Кори); 9 января 1823 — 11 июня 1892) — английский педагог и поэт.

## Биография
Он родился в Грейт Торрингтоне в графстве Девон и получил образование в Итонском колледже, где впоследствии стал известным педагогом по прозвищу «Tute» (сокращение от «tutor»). После Итона, где он получил стипендию Ньюкасла, учился в Королевском колледже в Кембридже, где он получил медаль канцлера за свою поэму о Платоне в 1843 году, а также стипендию Крейвена в 1844 году. Он был уволен со своего поста в Итонском колледже за то, что поощрял культуру близости, возможно, невинную, между учителями и учениками.
Кори писал латинские, а также английские стихи. Его главным поэтическим произведением является сборник  Ionica , содержащий 48 стихотворений, два из которых датируются 1851 и 1855 гг.

## Творчество
В 1858 году Уильям Джонсон опубликовал тонкий том (Smith, Elder & Co.), озаглавленный «Ионика» и состоящий из сорока восьми стихотворений.
В 1877 году он напечатал частным образом небольшую книгу в бумажном переплете (издательство Кембриджского университета) под названием «Ионика II», содержащую двадцать пять стихотворений. Книга была напечатана без титульного листа, без индекса, без имени автора, а также без знаков препинания, вместо которых были оставлены пробелы для обозначения пауз.
В 1891 году он опубликовал книгу «Ионика» (изд. Джорджа Аллена), в которой содержалось большинство содержимого двух предыдущих томов, а также некоторые произведения, которые ранее не публиковались — всего восемьдесят пять стихотворений.
После его смерти в 1905 году вышло полное издание (изд. Джорджа Аллена), являюшееся перепечаткой тома 1891 года; с включением в приложение некоторые из стихотворений, появившихся в том или ином из первых двух выпусков, но не вошедших в выпуск 1891 года, вместе с небольшим греческим текстом и его английским эквивалентом, а таеже с предисловием и вомментариями Артура Кристофера Бенсона (1862—1925).
Кори широко известен своим коротким восьмистишием — английской версией элегии Каллимаха из Кирены «Гераклит». Гераклит этого стихотворения не является досократовским философом с таким именем, хотя такую ошибку часто допускают, как это делает, например персонаж в одном из романов Энтони Пауэлла. Это поэт третьего века до н. э., живши двести лет после философа. Этот Гераклит был другом Каллимаха из Кирены; и когда тот умер, вероятно, около 260 г. до н. э., Каллимах написал для него короткую эпитафию. Меланхоличное стихотворение Кори является переводом этой эпитафии.